# Élections générales britanniques de 1950
Les élections générales britanniques de 1950 se sont déroulées le 23 février. Le Parti travailliste de Clement Attlee conserve la majorité acquise aux élections de 1945, mais il ne dispose plus que d'une marge de cinq sièges. Pour bénéficier d'une meilleure avance, Attlee organise de nouvelles élections l’année suivante, qui aboutissent à la victoire des conservateurs.

## Sondages

Intentions de votes

## Résultats
| Parti | Parti                            | Candidats | Candidats | Candidats | Candidats | Votes      | Votes | Votes |
| Parti | Parti                            | Présentés | Élus      | +/-       | %         | Nombre     | %     | +/-   |
| ----- | -------------------------------- | --------- | --------- | --------- | --------- | ---------- | ----- | ----- |
|       | Parti travailliste               | 617       | 315       | -78       | 46,1      | 13 266 176 | 46,1  |       |
|       | Parti conservateur               | 564       | 282       | +85       | 43,4      | 11 507 061 | 40,0  |       |
|       | Parti libéral                    | 475       | 9         | -3        | 1,4       | 2 621 487  | 9,1   |       |
|       | Parti national-libéral           | 55        | 16        | +5        | 2,6       | 985 343    | 3,4   |       |
|       | Parti communiste                 | 100       | 0         | -2        | /         | 91 765     | 0,3   |       |
|       | Parti nationaliste (en)          | 2         | 2         | 0         | /         | 65 211     | 0,2   |       |
|       | Parti travailliste (en)          | 2         | 0         | 0         | /         | 52 715     | 0,2   |       |
|       | Indépendants                     | 15        | 0         | 0         | /         | 50 299     | 0,2   |       |
|       | Travaillistes indépendants       | 6         | 0         | 0         | /         | 26 395     | 0,1   |       |
|       | Conservateurs indépendants       | 3         | 0         | 0         | /         | 24 732     | 0,1   |       |
|       | Sinn Féin                        | 2         | 0         | 0         | /         | 23 362     | 0,1   |       |
|       | Plaid Cymru                      | 7         | 0         | 0         | /         | 17 580     | 0,1   |       |
|       | Libéraux indépendants            | 2         | 1         | -1        | 0,1       | 15 066     | 0,1   |       |
|       | Parti national écossais          | 3         | 0         | 0         | /         | 9 708      | 0,1   |       |
|       | Irish Anti-Partition League (en) | 4         | 0         | 0         | /         | 5 084      | 0,1   |       |
|       | Parti travailliste indépendant   | 4         | 0         | -3        | /         | 4 112      | 0,0   |       |
|       | Conservateur-libéral indépendant | 1         | 0         | 0         | /         | 1 551      | 0,0   |       |
|       | National indépendant             | 1         | 0         | -2        | /         | 1 380      | 0,0   |       |
|       | Mudiad Gweriniaethol Cymru (en)  | 1         | 0         | 0         | /         | 613        | 0,0   |       |
|       | Parti du crédit social (en)      | 1         | 0         | 0         | /         | 551        | 0,0   |       |
|       | United Socialist Movement (en)   | 1         | 0         | 0         | /         | 485        | 0,0   |       |
|       | Parti socialiste                 | 2         | 0         | 0         | /         | 448        | 0,0   |       |
| Total | Total                            | 1 868     | 625       | /         | 100       | 28 771 124 | 100   | /     |